# Освітлювальний снаряд

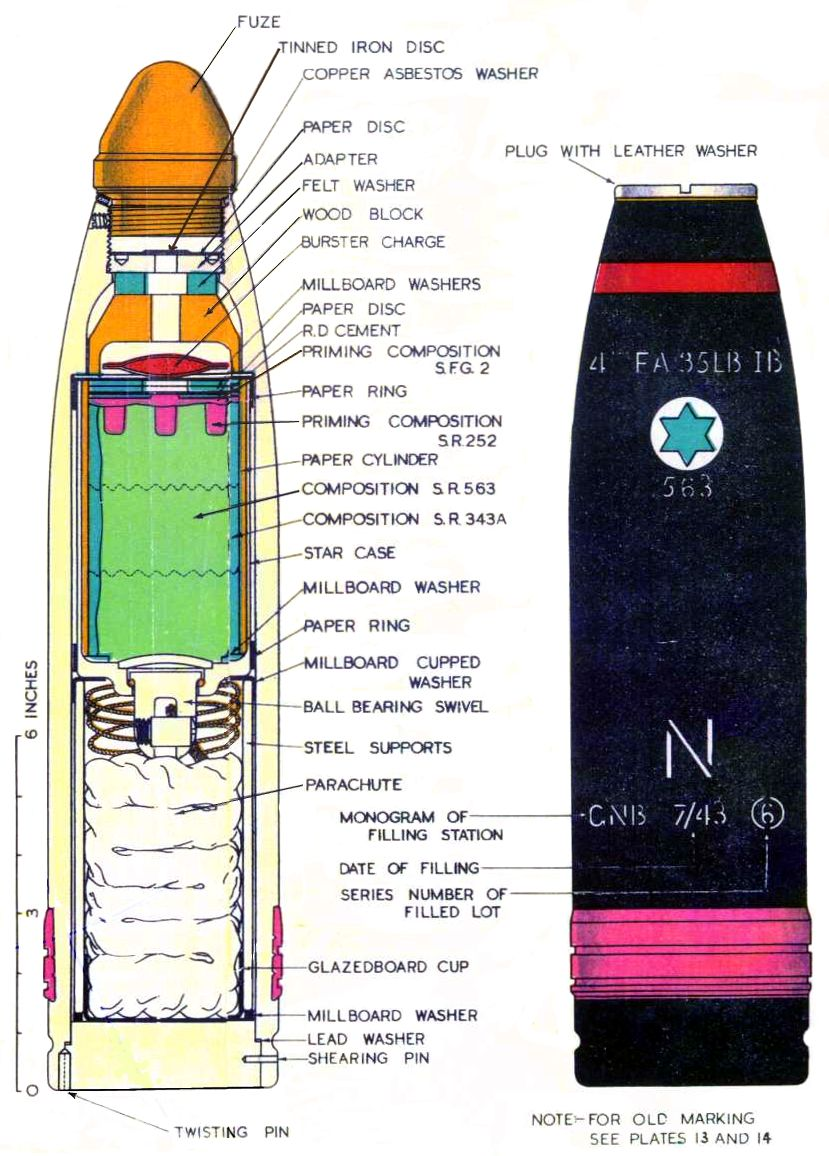
Британський морський освітлювальний снаряд зразка 1943 року

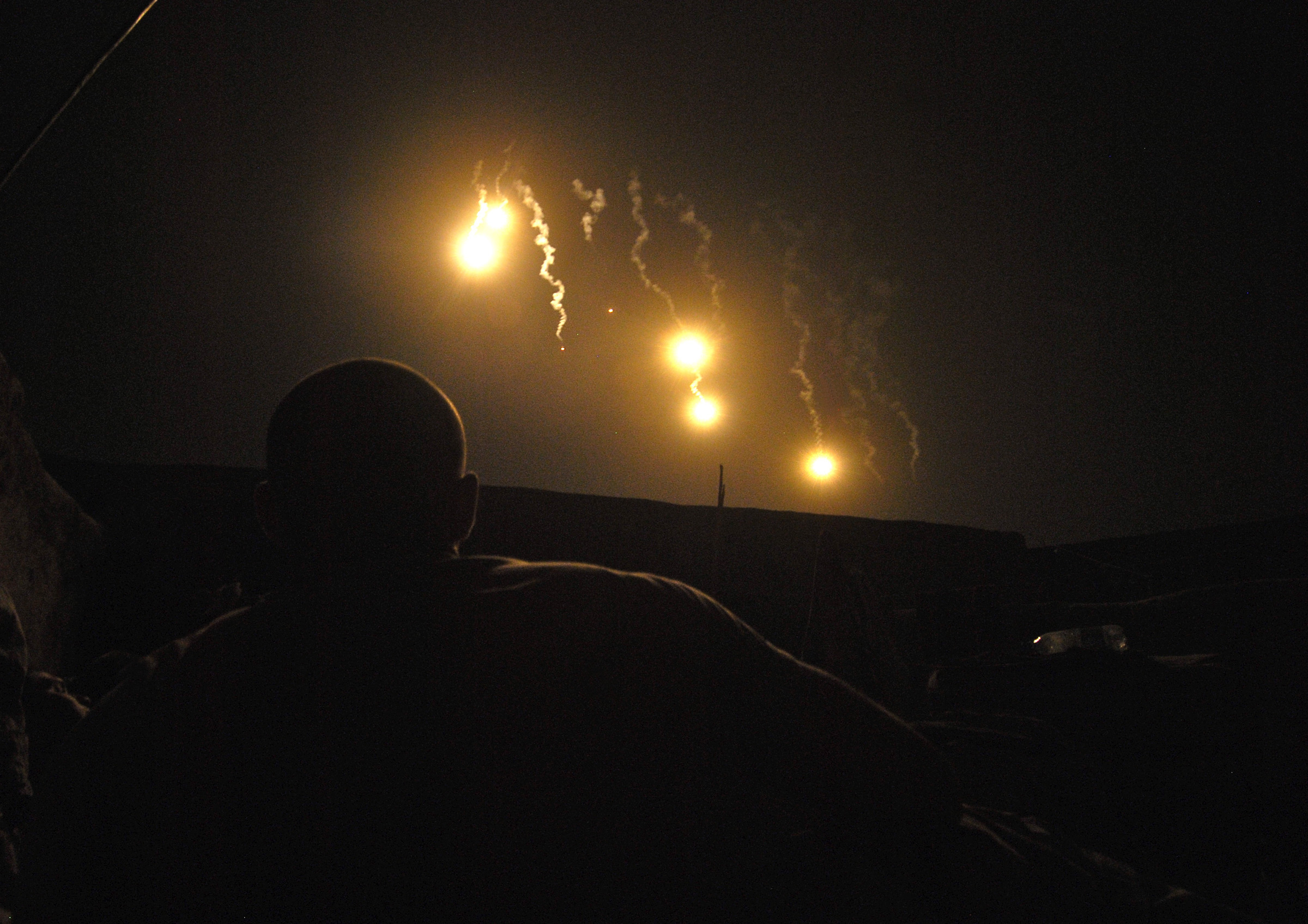
Освітлювальні снаряди випущені з гаубиці М777 під час операції в провінції Кандагар, Афганістан, в 2009 р.

Осві́тлювальний снаря́д — вид спеціальних артилерійських снарядів (міна), призначений для освітлення цілей на зайнятій противником місцевості під час бойових дій вночі. Використовується також для спостереження за результатами стрільби, позначення напряму дій своїх військ, постановки світлових орієнтирів, створення перешкод для електронно-оптичних засобів противника.

## Опис
Освітлювальний склад освітлювального снаряда містить в середньому 35% металевого пального (порошкоподібні алюміній і магній), 60% окисника (нітрат барію і натрію) і 5% цементаторів (природні — каніфоль, шелак, оліфа і штучні — ідітол, бакеліт). За конструкцією розрізняють освітлювальні снаряди парашутні і безпарашутні. 
Парашутний освітлювальний снаряд складається з корпусу, ввінтного (вкладного) дна, вишібного заряду, діафрагми, контейнера (опорних напівциліндрів) з освітлювальним складом, парашутного пристрою і дистанційного підривника. При польоті освітлювального снаряда полум'я від дистанційного підривника через заданий проміжок часу передається до вишібного заряду, який запалює освітлювальний склад в контейнері. Одночасно тиском порохових газів, що утворилися при займанні вишібного заряду, зрізається дно снаряда і виштовхуються контейнер і парашутний пристрій. Парашут розкривається, а корпус контейнера стабілізується протиобертальним гальмівним пристроєм, запобігаючи скручування строп парашута. Палаючий факел на парашуті знижується зі швидкістю від 2 до 8 м/с. Сила світла у різних освітлювальних снарядів від 400 тис. до 1 млн кд, іноді буває більше 2 млн кд. Тривалість освітлення місцевості — від 40 до 120 секунд, швидкість переміщення системи парашут-факел у горизонтальному напрямку близька до швидкості вітру. 
У безпарашутних освітлювальних снарядах освітлювальні елементи (20-24 шт.) розміщуються в корпусі в кілька рядів. Так як освітлювальні елементи падають з великою швидкістю (30-40 м/с), час їх горіння відносно невеликий (20-30 с).
Освітлювальний снаряд може випромінювати не лише видиме, а й інфрачервоне світло, що використовується для підвищення продуктивності приладів нічного бачення.

## Цікаві факти
- У творах Олеся Гончара «Людина і зброя» та Івана Багряного «Огнене коло», що описують події Другої світової війни, парашутні освітлювальні снаряди називали «панікадилами»[2][3].